# Cordilura criddlei
Cordilura criddlei is een vliegensoort uit de familie van de drekvliegen (Scathophagidae). De wetenschappelijke naam van de soort is voor het eerst geldig gepubliceerd in 1929 door Charles Howard Curran.